# دین تپه سرم رودبارک
دین تپه سرم رودبارک مربوط به هزاره اول است و در شهرستان مهدیشهر، روستای رودبارک واقع شده و این اثر در تاریخ ۵ آذر ۱۳۸۰ با شمارهٔ ثبت ۴۴۵۳ به‌عنوان یکی از آثار ملی ایران به ثبت رسیده است.